# Polizzi Generosa
Polizzi Generosa (tiếng Sicilia: Pulizzi) là một đô thị comune trong tỉnh Palermo, vùng Sicilia, Ý. Đô thị này có diện tích 134,33 km2, dân số theo điều tra năm 2004 của Cục thống kê quốc gia Ý là 4530 người. Thị trấn nằm trên dôid cao 917 mét.